# چشم خدا (نماد)

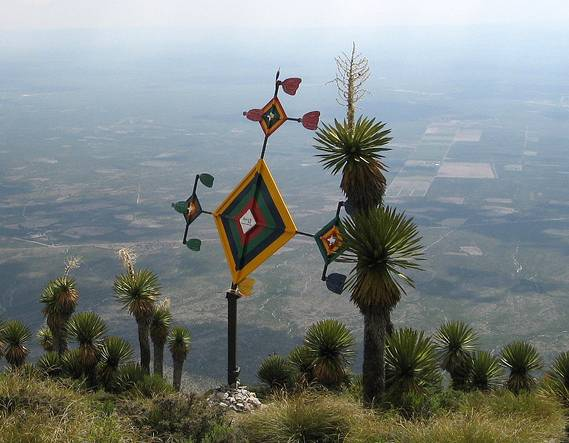
چشم خدا یا چشم خدا در کوه سوزان، سن لوئیس پوتوسی، مکزیک

چشم خدا (به اسپانیایی: Ojo de Dios) یک شیء مقدس است که با بافتن طرحی از نخ روی صلیب چوبی ساخته می‌شود. در این شیء اغلب از چندین رنگ استفاده می‌شود و ساخت آن معمولاً در میان مردم بومی و کاتولیک مکزیک، پرو و جوامع آمریکای لاتین رواج دارد.
برخی فکر می‌کنند چشم روحانی Ojos de Dios قدرت دیدن و درک چیزهای ناشناخته برای چشم فیزیکی را دارد. در طول دوران استعمار اسپانیا در نیومکزیکو از قرن ۱۶ تا ۱۹، چشم خدا در جایی قرار می‌گرفت که مردم در آن کار می‌کردند.
در سایر نقاط قاره آمریکا، صنعتگران نسخه‌های پیچیده یا متنوعی از Ojos de Dios سنتی می‌بافند و آن‌ها را به عنوان تزئینات یا اشیاء مذهبی می‌فروشند. همچنین افزایش زیادی در استفاده از Ojos de Dios به عنوان یک کاردستی آسان و سرگرم‌کننده برای کودکان وجود داشته‌است.
چشم خدا ابزاری آیینی است که اعتقاد بر این بود که از کسانی که در حال دعا هستند محافظت می‌کند، یک شی جادویی و یک نماد فرهنگی باستانی که نقش بافندگی و تداعی‌های معنوی آن را برای آمریکایی‌های هویچول و تپهوان در غرب مکزیک تداعی می‌کند. هویچول‌ها چشمان خدای خود را Tsikuri می‌نامند که به معنای «قدرت دیدن و درک چیزهای ناشناخته» است. وقتی کودکی به دنیا می‌آید، پدر چشم مرکزی را می‌بافد، سپس به هر سال از زندگی کودک یک رنگ اضافه می‌کند تا زمانی که کودک به سن پنج سالگی برسد.